# 萊特尼察冰川
63°03′05″S 62°36′25″W / 63.05139°S 62.60694°W

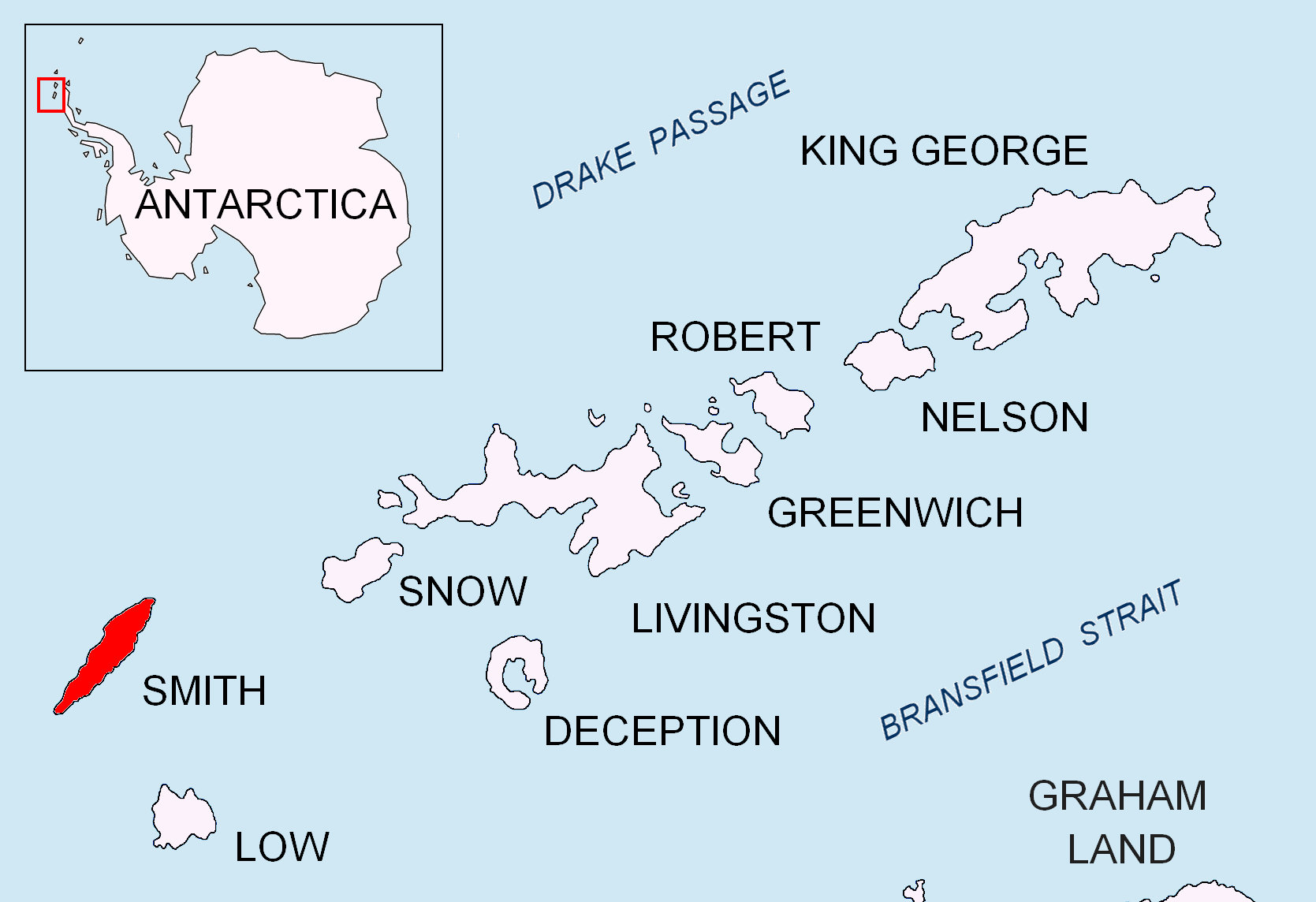

萊特尼察冰川是南極洲的冰川，位於南設得蘭群島的史密斯島，全長1.8公里，最終注入奧斯馬爾海峽，該冰川以保加利亞北部城鎮命名。

## 外部連結
- SCAR Composite Antarctic Gazetteer（页面存档备份，存于）